# アステラス製薬 明日も元気!
『アステラス製薬 明日も元気!』（アステラスせいやく あしたもげんき!）は、TBSラジオをキーステーションにJRN系列3局で月曜日 - 金曜日の午後に放送されていた健康情報番組である。
提供はアステラス製薬。1996年4月1日放送開始。2017年3月31日で放送を終了した。

## 内容
週替わりでテーマを設け、気になる病気や健康についての正しい知識、役立つ情報を、質問するパーソナリティとそれに応答する医師の対話形式で伝える。
なお、毎週金曜日はその週のテーマについてリスナーから募集した質問に医師が回答する。

## ネット局
全て月曜日 - 金曜日の放送。放送時間の早い順から記載。
| 放送対象地域 | 放送局名        | 放送時間          | 備考                                  |
| ------------ | --------------- | ----------------- | ------------------------------------- |
| 関東広域圏   | TBSラジオ       | 15:45頃 - 15:55頃 | 製作局 『荒川強啓 デイ・キャッチ!』内 |
| 中京広域圏   | CBCラジオ       | 14:29頃 - 14:39頃 | 『北野誠のズバリ』内                  |
| 静岡県       | 静岡放送（SBS） | 16:10 - 16:20     | 『GOGOワイドらぶらじ』内              |

## パーソナリティ
- 小島一慶（ - 2008年12月26日、自身が起こした不祥事の責任を取るかたちで降板）
- 秋沢淳子、木村郁美（2009年1月5日 - 4月3日、週替わり）
- 秋沢淳子（2009年4月6日 - 2017年3月31日）

## 備考
- 番組開始当初のタイトルは『山之内製薬 明日も元気!』（やまのうちせいやく あしたもげんき!）であったが、山之内製薬と藤沢薬品の合併によるアステラス製薬発足に伴い、2005年4月1日放送分より現在のタイトルに改められた。
- 関西・岡山地域では、『アステラス製薬 健やかライフ』が放送されている（ABCラジオ・11:50 - 12:00、RSKラジオ・15:40 - 15:50）。